# 1784 w polityce

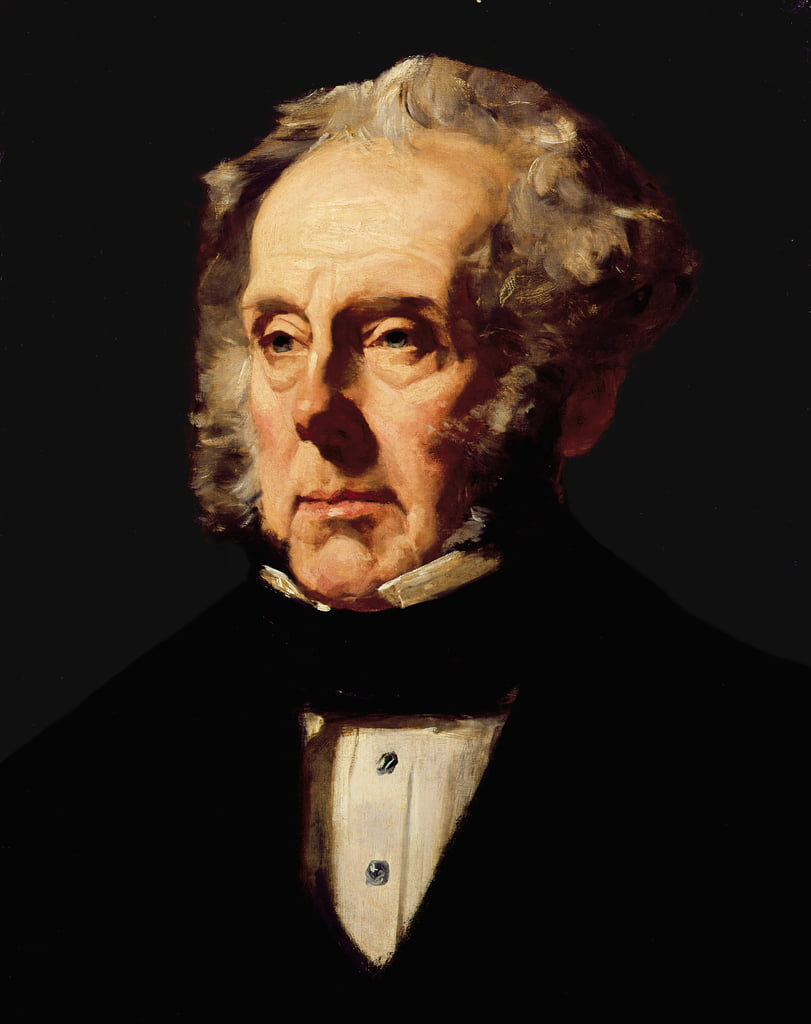
Henry Temple

Wydarzenia polityczne w 1784 roku.

## Wydarzenia
- 14 stycznia amerykański Kongres ratyfikował Pokój wersalski, w którym Brytyjczycy uznali niepodległość Stanów Zjednoczonych[1].

## Urodzili się
- Henry Temple, brytyjski polityk, premier[2].

## Zmarli
- Nano Nagle, założycielka Zgromadzenia Sióstr Ofiarowania Najświętszej Maryi Panny[3].
- Seth Warner, amerykański kapitan[4].